# ماستينو الثاني ديلا سكالا
ماستينو الثاني ديلا سكالا (فيرونا، 1308 - فيرونا، 3 يونيو 1351) كوندوتييرو إيطالي.
ماستينو الثاني عضو في سلالة ديلا سكالا الفيرونية ، ولذلك كان حاكم فيرونا في حدود 1329م. وحتى وفاته.
ابن ألبوينو ديلا سكالا وبياتريس دا كوريدجو. بوفاة كانغراندي الأول ديلا سكالا ، حكم فيرونا هو وشقيقه ألبيرتو الثاني ، وإن كانت السلطة في الواقع شبه كاملة في يديه. تخلى في الجزء الأول من حكمه عن سياسة والده السلمية ، فاحتل بريشا (1332) وبارما (1335) ولوكا (1335).